# Deparia petersenii
Deparia petersenii là một loài thực vật có mạch trong họ Woodsiaceae. Loài này được (Kunze) M. Kato miêu tả khoa học đầu tiên năm 1977.

## Hình ảnh

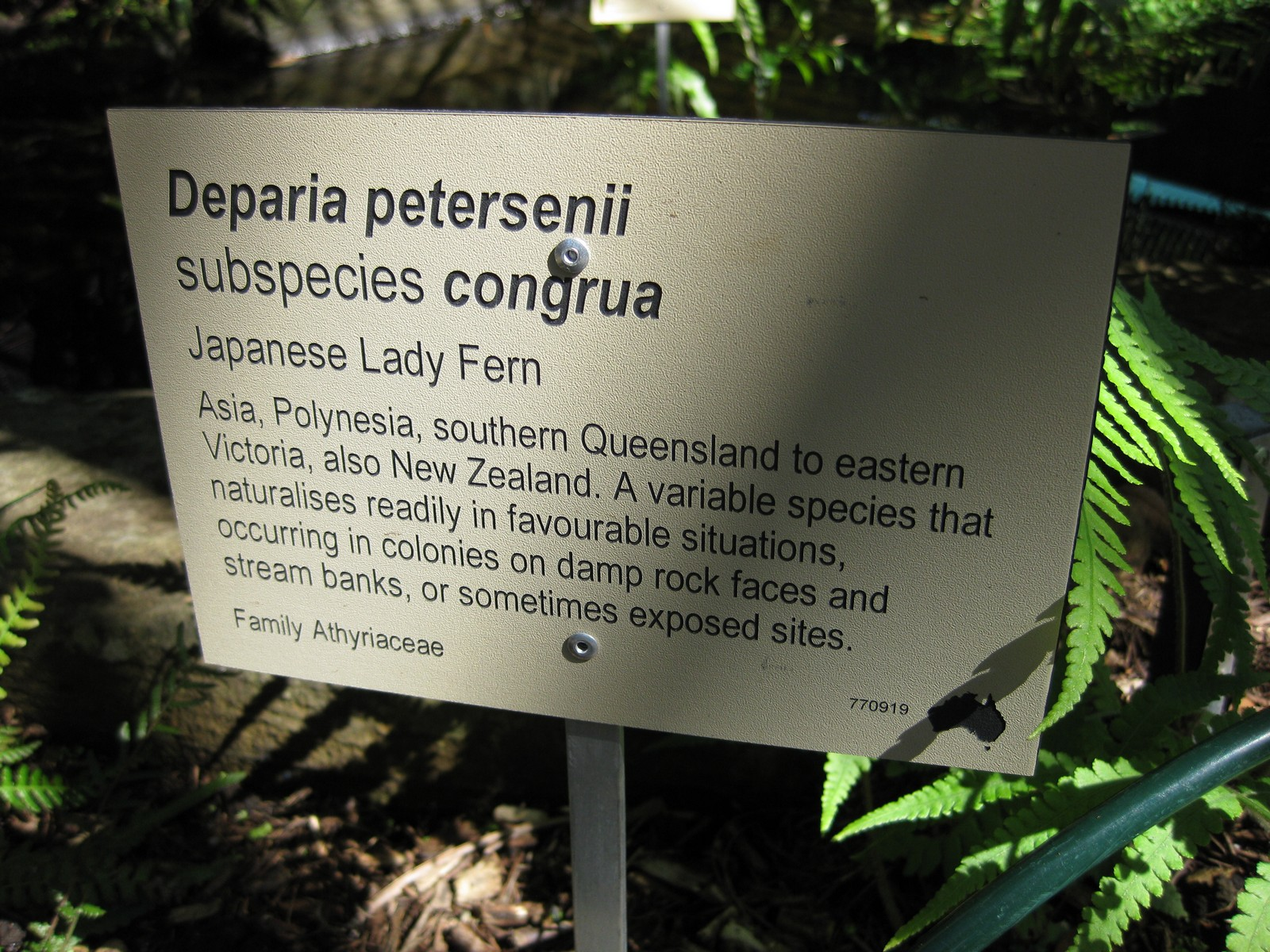
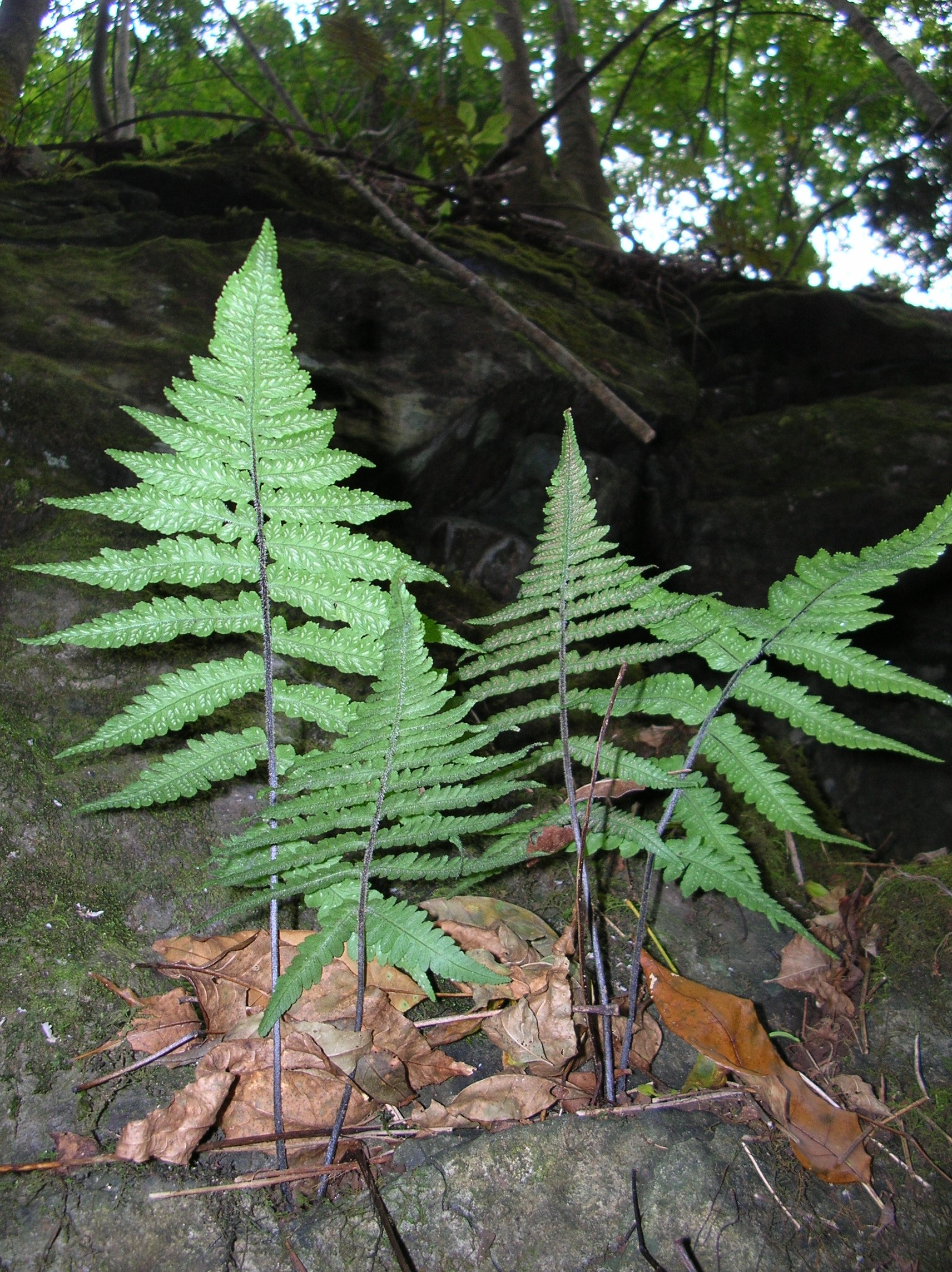
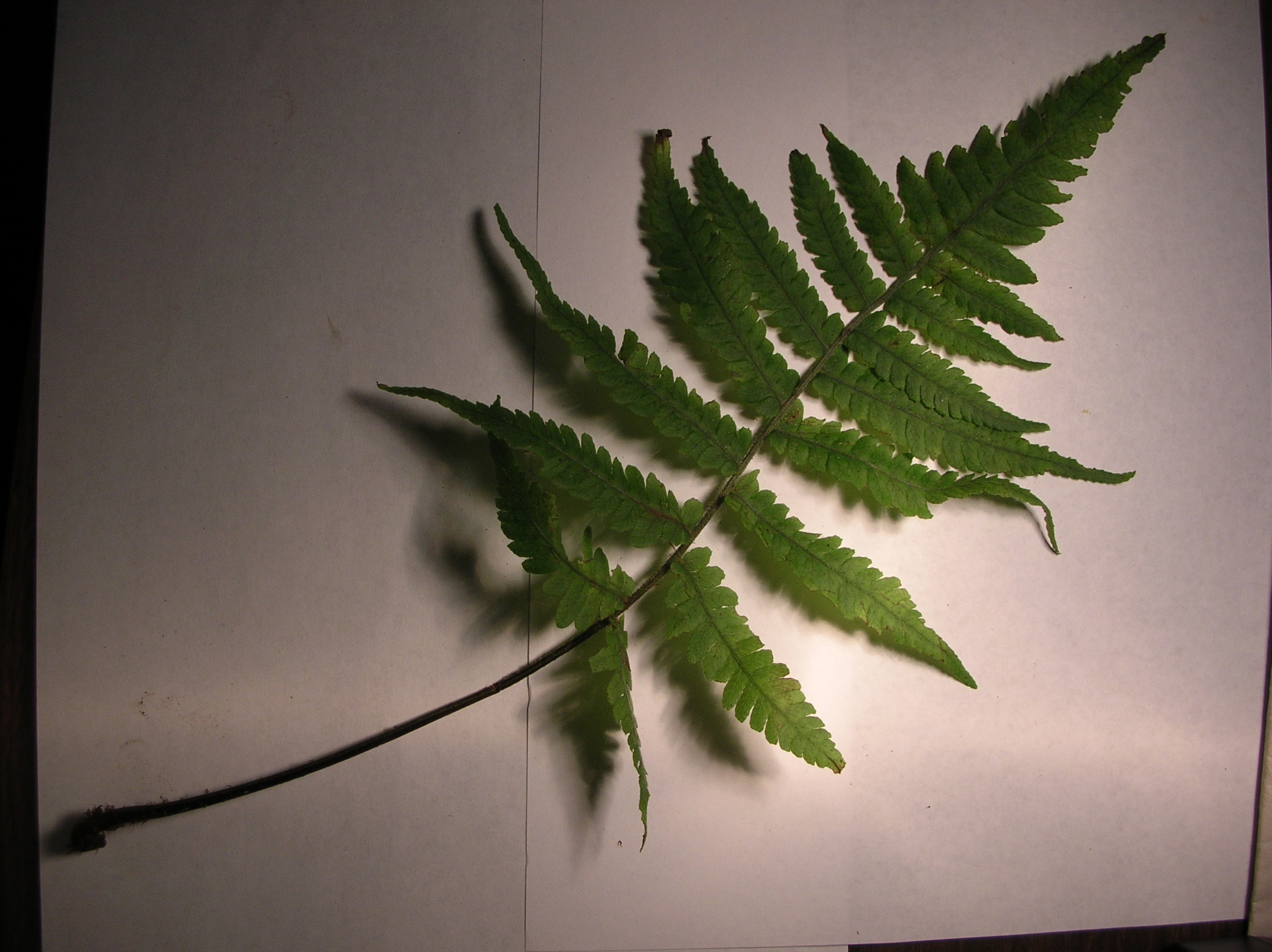
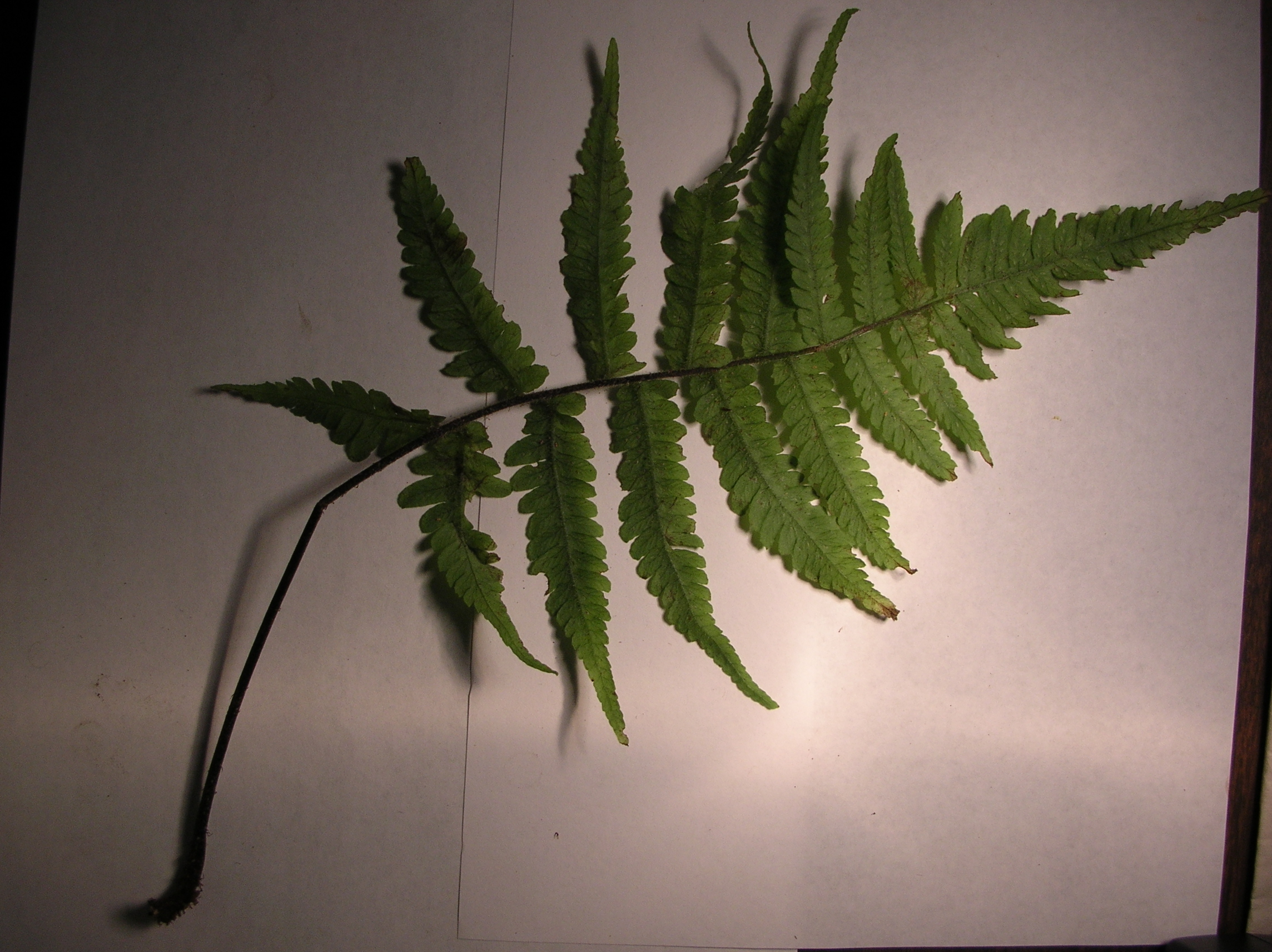